# Stunde Null – Vol. 1–3
Stunde Null – Vol. 1-3 ist ein Theaterstück von Nuran David Çalış aus dem Jahr 2008. Es gehört zu den ersten beachteteren Stücken, die sich thematisch der Geschichte der Migration nach Deutschland von der zweiten Hälfte des 20. Jahrhunderts bis in die Gegenwart annehmen.
Laut der alljährlichen Kritikerbefragung der Welt am Sonntag zu den Leistungen der Theaterhäuser in Nordrhein-Westfalen gehört die Inszenierung der Uraufführung des Stücks, die eine Koproduktion des Schauspiel Essens mit dem Kölner Schauspiel darstellte, zu den besten Aufführungen seit Ende des Zweiten Weltkriegs.
Der Begriff „Stunde Null“ im Titel bezieht sich auf die Situation der Familien zu Beginn der Einwanderung. Laut Autor und Regisseur Çalış, dessen Eltern selbst in den 60er Jahren von Istanbul zum Arbeiten nach Deutschland gekommen sind, habe sich „unser Leben und das der folgenden Generationen“ mit der Entscheidung, in Deutschland zu arbeiten, „um 180 Grad verändert“. Der Titelpartikel „Vol. 1-3“ des Dreiakters soll die verschiedenen Phasen der Einwanderung widerspiegeln: „1955 ging es los mit dem Aufruf an die Italiener, 1967-69 sind meine Eltern nach Deutschland gekommen und 2008 ist die Welt, in der ich lebe. Ich gehöre mittlerweile zur dritten Generation, d.h. zu denen, die hier geboren sind“ äußerte sich der Autor hierzu.

## Einzelbelege
1. ↑  https://www.choices.de/thema/index.php?/categories/500-Buehne
2. ↑  https://www.choices.de/thema/index.php?/categories/500-Buehne
3. ↑  https://www.choices.de/thema/index.php?/categories/500-Buehne